# Salvation Mountain
Salvation Mountain, en français « La Montagne du Salut », est une œuvre d'art couvrant une colline dans le désert du Colorado, au nord de Calipatria près de Slab City, et à plusieurs miles de la Salton Sea. Elle est située dans l'Imperial County, en Californie.
L'œuvre d'art, faite de paille, de briques d'adobe et de milliers de litres de peinture sans plomb a été créé par un habitant, Leonard Knight (1931-2014). Il englobe de nombreuses peintures murales et des surfaces peintes avec des paroles chrétiennes et des versets de la Bible, et a été visité par des milliers de personnes.

## Histoire
C'est en 1967 que Leonard Knight décide d'édifier une première montagne en adobe. Celle-ci s'effondre en 1986. Leonard Knight la reconstruit et dépose plusieurs couches de peinture qui permettent de protéger l'édifice.
Le Folk Art Society of America a déclaré en 2000 qu'il s'agit « un site d'art populaire digne de préservation et de protection ». Dans un discours au Congrès des États-Unis le 15 mai 2002, la sénatrice californienne Barbara Boxer l'a décrit comme « une sculpture unique et visionnaire ... un trésor national ... profondément étrange et magnifiquement accessible et digne de la renommée internationale qu'il reçoit ».
En décembre 2011, Leonard Knight est placé dans un centre de soins de longue durée à El Cajon, il meurt le 10 février 2014, à l'âge de 82 ans.
On s'est inquiété pour l'avenir du site, qui nécessite un entretien constant en raison de l'environnement hostile. Néanmoins, de nombreux visiteurs apportent la peinture pour faire un don au projet, et un groupe de bénévoles s'est proposé pour protéger et maintenir le site.

## Apparitions dans les médias
Dans le documentaire de 2004 Plagues & Plaisirs de la mer de Salton , Leonard Knight est longuement interrogé et explique l'inspiration pour Salvation Mountain et les espoirs qu'il a pour son rôle dans une reprise de la zone Salton Sea.
Le site a été en vedette dans le film de 2007 Into the Wild, écrit et réalisé par Sean Penn. Le film est basé sur un livre écrit en 1996 par Jon Krakauer sur les voyages de Christopher McCandless qui a rencontré Leonard Knight à la Salvation Mountain. Knight apparaît lui-même dans une scène dans le film.
Le court-métrage de 2014  The Man Behind The Mountain - An Intimate Look at American Folk Artist Leonard Knight, réalisé par Ben Stoddard et David Ehrenreich Huell Howser fait deux visites à dix années d'intervalle, et met en valeur l'évolution de l’œuvre effectuée dans ce laps de temps.
Le message simple de Leonard Knight et Salvation Mountain de "God Is Love" est le thème du documentaire de 2015 Leonard Knight: A Man & His Mountain réalisé par Andrew Blake Doyle. Le documentaire présente quelques-unes des dernières entrevues avec Knight, ainsi que des images des funérailles de Knight et du service commémoratif tenu à la montagne. 

### Clips musicaux
La Montagne du Salut est apparue dans de nombreux clips musicaux :
- Revelation du groupe américain Third Day
- Somebody to Die For du groupe britannique Hurts
- Take a Walk de Tom Fire ft. Soom T
- Jameson du rappeur californien Mike G
- Birds du groupe britannique Coldplay
- Fly de la chanteuse américano-coréenne Jessica Jung ft.Fabolous
- L'Américain de la chanteuse française Jennifer Ayache
- Figli Di Papà du rappeur italien Sfera Ebbasta
- Praying de la chanteuse américaine Kesha
- How great thou art du groupe chrétien Christafari
- Show your colors de Genevieve
- J'ai du temps (DDH BONUS) de Kikesa
- Pressure and Time de Rival Sons
- EAT de la chanteuse anglaise Talia Arose.

### Jeux vidéo
Le site est représenté dans le jeu vidéo Grand Theft Auto V dans le Grand Señora Désert, zone reprenant les caractéristiques de l’arrière-pays du Sud de la Californie, notamment la région de Salton Lake. Le monument fait partie des mystères du jeu et ferait partie des intrigues centrées sur les extra-terrestres (comprenant soucoupes volantes, zone 51 et le Jet Pack culte de la saga).